# Alpha Epsilon Pi
Alpha Epsilon Pi (ΑΕΠ) o (AEPi) es una fraternidad de estudiantes judíos. Actualmente tiene más de 170 capítulos activos en los Estados Unidos, Canadá, Reino Unido, Israel, Francia, Austria y Australia, con un total de 9.000 estudiantes. Alpha Epsilon Pi es una fraternidad judía, a pesar de que no es discriminatoria y está abierta a todos aquellos miembros dispuestos a aceptar sus valores.

## Historia
En 1913 Charles C. Moskowitz, un estudiante judío de la Universidad de Nueva York, fue admitido en una fraternidad debido a sus habilidades como jugador de baloncesto. Después de ser admitido, pidió que sus amigos judíos pudieran entrar también en la fraternidad, pero su petición fue denegada, entonces Moskowitz decidió fundar su propia fraternidad: Alpha Epsilon Pi. Charles C. Moskowitz y sus amigos empezaron a reunirse por la noche en un restaurante alemán. 
Los fundadores, oficialmente conocidos con el nombre de los once inmortales, se reunían, a pesar de sus horarios, para discutir las funciones propias de una fraternidad judía, y como esta podía desarrollarse. Después de meses de deliberaciones, los hombres decidieron hacer oficial su fraternidad ante la dirección de la universidad, una empresa en la que tuvieron bastante éxito. 
Actualmente, Alpha Epsilon Pi es la mayor fraternidad judía del Mundo, tiene más de 150 capítulos en los Estados Unidos, y existe desde hace 100 años. Ha sobrevivido como fraternidad y ha sido un segundo hogar para los estudiantes judíos. AEPi continúa prosperando y ha sido fiel al espíritu de sus fundadores hasta el día de hoy. 
Alpha Epsilon Pi, ha sido fundada para ofrecer oportunidades a los estudiantes judíos que buscan encontrar la mejor experiencia universitaria y fraternal. AEPi ha mantenido la integridad de su objetivo, reforzando los vínculos con la comunidad judía y sirviendo como un enlace entre la universidad y la vida profesional. Alpha Epsilon Pi desarrolla las calidades de liderazgo de sus miembros en un momento crítico en la vida de los jóvenes. AEPi ayuda al estudiante, para que permanezca centrado en los ideales, los valores y la ética de la comunidad judía. AEPi prepara al estudiante para ser uno de los líderes del mañana, de forma que pueda ayudar a la comunidad y a su pueblo.